# 斎藤茂男
斎藤 茂男（さいとう しげお、1928年3月16日 - 1999年5月28日）は、日本のジャーナリスト。
東京生まれ。慶應義塾大学経済学部卒。1952年共同通信社入社。社会部記者、次長、編集委員を経て1988年退社。1958年「菅生事件」報道で日本ジャーナリスト会議賞、1974年再度同賞受賞、1983年長年の報道活動で日本記者クラブ賞、1984年「日本の幸福」シリーズで日本新聞協会賞受賞。多くの著書があり、特に「ルポルタージュ父よ母よ!」を原作に、1980年に木下惠介監督『父よ母よ!』が映画化された。
晩年に著作集『ルポルタージュ日本の情景』全12巻が出された。
追悼集がある。
- 『斎藤茂男 ジャーナリズムの可能性』（内橋克人・筑紫哲也・原寿雄編、共同通信社、2001年5月）

## 著書
- わが亡きあとに洪水はきたれ! ルポルタージュ巨大企業と労働者（編著） 現代史出版会 1975、ちくま文庫 1990
- 聖家族 おおハッピーライフ! 晩聲社 1976.11 (ルポルタージュ叢書)
- ルポルタージュ教育ってなんだ（編著）太郎次郎社 1976
- 飛び立ちかねつ鳥にしあらねば 現代の貧しさについて 晩聲社 1978.10 (ルポルタージュ叢書)
- ルポルタージュ父よ母よ!（編著）太郎次郎社 1979.8、講談社文庫 1996
- 会社とは Kゼミ24人の軌跡　日本経済新聞社 1981.6、「サラリーマンは幸福か」ちくま文庫 1988
- 事実が「私」を鍛える いまジャーナリストであること 太郎次郎社 1981.7
- 妻たちの思秋期 ルポルタージュ日本の幸福（編著）共同通信社 1982.12、講談社+α文庫 1994
- 破局 現代の離婚 晩声社 1983.5 (ルポルタージュ叢書) 、ちくま文庫 1987
- 死角からの報告 子どもが「人間」を殺した ルポルタージュ（編著）太郎次郎社 1983.3
- 燃えて尽きたし… ルポルタージュ日本の幸福（編著）共同通信社 1984.6、講談社+α文庫 1995
- 生命かがやく日のために ルポルタージュ日本の幸福（編著）共同通信社 1985.9、講談社+α文庫 1996
- 夫たちの憂うつ NHKおはようジャーナル班共編著 日本放送出版協会 1986.2
- ナゼ日本人ハ死ヌホド働クノデスカ? ダグラス・ラミス対談 岩波ブックレット 1991.6
- 飽食窮民 「ルポルタージュ」日本の幸福（編著）共同通信社 1991.7
- 新聞記者を取材した 岩波書店 1992.3
- 息子殺し 演じさせたのはだれか（編）太郎次郎社 1993.12
- お子さま戦争 草土文化 1994.7
- 子どもの世間（編）小学館 1996.11 (現代の世相 3)
- 現代を歩く 共同通信社 2001.5 - 遺著

著作集
- 夢追い人よ 築地書館 1989.11 (斎藤茂男取材ノート 1)
- 地下帝国へ 築地書館 1989.12 (斎藤茂男取材ノート 2)
- 娘たちは根腐れて 築地書館 1990.3 (斎藤茂男取材ノート 3)
- われの言葉は火と狂い 築地書館 1990.7 (斎藤茂男取材ノート 4)
- 命の重さ 築地書館 1990.12 (斎藤茂男取材ノート 5)
- 記者志願 築地書館 1992.4 (斎藤茂男取材ノート 6)
- ルポルタージュ 日本の情景 全12巻 岩波書店 1993-1994

1. 妻たちの思秋期
2. 燃えて尽きたし
3. 生命かがやく日のために
4. 飽食窮民
5. 教育ってなんだ 上
6. 教育ってなんだ 下
7. 父よ母よ！ 上
8. 父よ母よ！ 下
9. わが亡きあとに洪水はきたれ！
10. 飛びたちかねつ鳥にしあらねば
11. 事実が「私」を鍛える
12. 新聞記者を取材した